# Radical 159
Le radical 159, qui signifie la charrette ou l'automobile, est un des 20 des 214 radicaux chinois répertoriés dans le dictionnaire de Kangxi composés de sept traits.
Le caractère Unicode de 車 est 8ECA.

## Caractères avec le radical 159
| nombre de traits          | caractères                                                                 |                                  |
| ------------------------- | -------------------------------------------------------------------------- | -------------------------------- |
| Sans trait supplémentaire | 車                                                                         | 车                               |
| 1 traits supplémentaires  | 軋                                                                         | 轧                               |
| 2 traits supplémentaires  | 軌 軍                                                                      | 轨                               |
| 3 traits supplémentaires  | 軎 軏 軐 軑 軒 軓 軔 軕                                                    | 轩 轪 轫                         |
| 4 traits supplémentaires  | 軖 軗 軘 軙 軚 軛 軜 軝 軞 軟 軠 軡 転 軣                                  | 转 轭 轮 软 轰                   |
| 5 traits supplémentaires  | 軤 軥 軦 軧 軨 軩 軪 軫 軬 軮 軯 軰 軱 軲 軳 軴 軵 軶 軷 軸 軹 軺 軻 軼 軽 | 轱 轲 轳 轴 轵 轶 轷 轸 轹 轺 轻 |
| 6 traits supplémentaires  | 軭 軾 軿 輀 輁 輂 較 輄 輅 輆 輇 輈 載 輊 輋 輌                            | 轼 载 轾 轿 辀 辁 辂 较          |
| 7 traits supplémentaires  | 輍 輎 輏 輐 輑 輒 輓 輔 輕                                                 | 辄 辅 辆                         |
| 8 traits supplémentaires  | 輖 輗 輘 輙 輚 輛 輜 輝 輞 輟 輠 輡 輢 輣 輤 輥 輦 輧 輨 輩 輪 輫 輬 輦 輪 | 辇 辈 辉 辊 辋 辌 辍 辎          |
| 9 traits supplémentaires  | 輭 輮 輯 輰 輱 輲 輳 輴 輵 輶 輷 輸 輹 輺 輻 輼 輻                         | 辏 辐 辑 辒 输 辔                |
| 10 traits supplémentaires | 輽 輾 輿 轀 轁 轂 轃 轄 轅                                                 | 辕 辖 辗                         |
| 11 traits supplémentaires | 轆 轇 轈 轉 轊 轋 轌                                                       | 辘                               |
| 12 traits supplémentaires | 轍 轎 轏 轐 轑 轒 轓 轔                                                    | 辙 辚                            |
| 13 traits supplémentaires | 轕 轖 轗 轘 轙 轚                                                          |                                  |
| 14 traits supplémentaires | 轛 轜 轝 轞 轟                                                             |                                  |
| 15 traits supplémentaires | 轠 轡 轢 轢                                                                |                                  |
| 16 traits supplémentaires | 轣 轤                                                                      |                                  |
| 20 traits supplémentaires | 轥                                                                         |                                  |